# Andolsheim
Andolsheim é uma comuna francesa na região administrativa de Grande Leste, no departamento Alto Reno. Estende-se por uma área de 11,59 km². Em 2010 a comuna tinha 2 244 habitantes (densidade: 193,6 hab./km²).